# Trident (Automobilhersteller)
Trident war ein französischer Hersteller von Automobilen.

## Unternehmensgeschichte
Das Unternehmen begann 1919 mit der Produktion von Automobilen. Der Markenname lautete Trident. Trident Federated Exporters Ltd aus London importierte die Fahrzeuge nach England. 1920 endete die Produktion. Der Plan, die Fahrzeuge auch in England zu produzieren, wurde nicht in die Tat umgesetzt.

## Fahrzeuge
Das einzige Modell sah wie ein Dreirad aus, bei dem sich das einzelne Rad vorne befand. Tatsächlich befanden sich aber vorne zwei Räder, die eng nebeneinander angeordnet waren. Der Zweizylindermotor mit 8 PS Leistung war links, Kupplung und Dreiganggetriebe rechts neben den Vorderrädern montiert. Die offene Karosserie bot zwei Personen hintereinander Platz. Es gab auch Ausführungen als Taxi mit Platz für einen Fahrgast und als Lieferwagen. Der Neupreis in England betrug 160 Pfund Sterling.